# Physcomitrium platyphylloides
Physcomitrium platyphylloides är en bladmossart som beskrevs av Jean Édouard Gabriel Narcisse Paris 1905. Physcomitrium platyphylloides ingår i släktet huvmossor, och familjen Funariaceae. Inga underarter finns listade i Catalogue of Life.